# Fabian Joseph
Fabian Joseph (né le 5 décembre 1965 à Sydney dans la province de Nouvelle-Écosse au Canada) est un joueur professionnel canadien de hockey sur glace qui évoluait au poste de centre. 
Lors des Jeux olympiques d'hiver de 1992 et des Jeux olympiques d'hiver de 1994, il remporte la médaille d'argent.

## Palmarès
- Médaille d'argent aux Jeux olympiques d'Albertville en 1992
- Médaille d'argent aux Jeux olympiques de Lillehammer en 1994